# Opisthotropis guangxiensis
Opisthotropis guangxiensis är en ormart som beskrevs av Zhao, Jiang och Huang 1978. Opisthotropis guangxiensis ingår i släktet Opisthotropis och familjen snokar. Inga underarter finns listade i Catalogue of Life.
Denna orm förekommer med flera från varandra skilda populationer i Kina i provinserna Guangxi och Guangdong. Arten lever i bergstrakter mellan 950 och 1300 meter över havet. Habitatet kan variera mellan skogar och öppna landskap men Opisthotropis guangxiensis vistas alltid intill vattendrag och den simmar ofta. Födan utgörs av groddjur, grodyngel, kräftdjur och jordlevande maskar. Honor lägger ägg.
Beståndet hotas när vattenkraftverk etableras. Opisthotropis guangxiensis är allmänt sällsynt. IUCN kategoriserar arten globalt som nära hotad.